# アルドステロン
アルドステロン (英語: Aldosterone) は、副腎皮質の球状帯から分泌されるホルモンである。鉱質コルチコイドの一種である。1953年、シンプソンとテートによって初めて単離された。

## 概要
腎臓におけるナトリウムの再吸収は、アルドステロンの分泌により促進される。アルドステロンが分泌されると、鉱質コルチコイド受容体の働きが活発になり、ナトリウムの再吸収を促進する。ナトリウムの再吸収は、水分の再吸収と血圧上昇に繋がることから高血圧をもたらす場合がある。アンジオテンシンIIは、副腎皮質球状帯に作用してアルドステロンの分泌を促進する（レニン・アンジオテンシン・アルドステロン系）。

## 生成
副腎皮質の中でコレステロールから合成される。 ほとんどのステロイド合成反応がミトコンドリアの中のシトクロムP450の水酸化酵素ファミリーによって促進される（補助因子としてアドレノドキシンを必要とする（21ヒドロキシラーゼと17αヒドロキシラーゼを除く））。
アルドステロンとコルチコステロンは、その経路の最初の部分を共有しており、アルドステロンはアルドステロンシンターゼ、コルチコステロンは11βヒドロキシラーゼによって合成される。